# Xenarthron irritatus
Xenarthron irritatus är en stekelart som först beskrevs av Cresson 1874.  Xenarthron irritatus ingår i släktet Xenarthron och familjen brokparasitsteklar. Inga underarter finns listade i Catalogue of Life.